# Iriadamant
 (juin 2024).

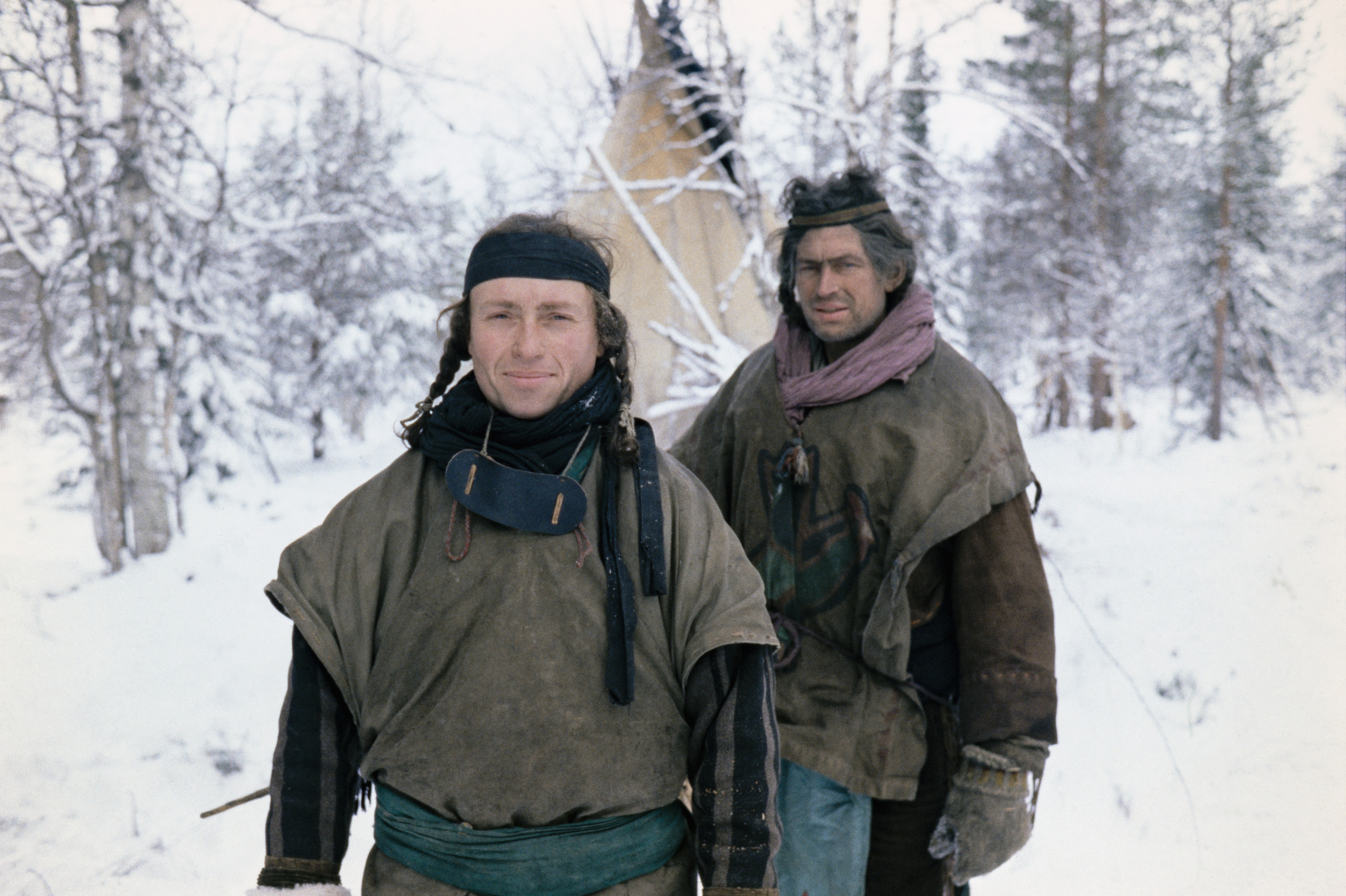
Membres de la communauté Iriadamant à Kittilä, octobre 1992.

Les Iriadamant est une communauté, également décrite comme une secte, fondée par Pierre Maltais et ayant vécu dans le nord de la Finlande de 1991 à 1993. Les habitants de la communauté étaient principalement français et belges mais vêtus de costumes amérindiens. Le groupe est arrivé en Finlande avec le soutien du professeur Erkki Pulliainen de l'Université d'Oulu avec l'intention « d'étudier la vie dans la nature » et d'apprendre l'autosuffisance. À l'automne 1991, le groupe fonde un camp près de Kittilä. Bien que d'origine européenne, ils étaient appelés « Indiens de Kittilä » (finnois : Kittilän intiaanit) ou « Indiens du style de vie » (finlandais : elämäntapaintiaani). Au début de la création du camp, il est plutôt perçu sous un angle positif.
Au début de 1993, le ton change. Le professeur Pulliainen a mis fin à cette collaboration lorsqu'il est devenu évident qu'aucune recherche n'était effectuée au camp. Selon les journaux, les conditions étaient misérables, au milieu du froid et de la saleté, et les habitants manquaient de nourriture et de soins de santé. Les campeurs ont été accusés dans les journaux, entre autres, de maltraitance d'enfants. Il a été révélé que le groupe dépendait principalement de l’approvisionnement alimentaire extérieur. Le fondateur de l'Iriadamant, Pierre Maltais, ne vivait généralement pas dans le camp mais dans un hôtel à Helsinki. Le mouvement était de plus en plus largement considéré comme un « spectacle de plumes vertes » créé par une secte écologique, dans laquelle les dirigeants trompaient le monde extérieur et ses membres. Les Iriadamant ont été expulsés de Finlande en 1993. La communauté s'est dissoute peu de temps après.

## Contexte

### Le gourou escroc aux multiples identités
Le camp Iriadamant est fondé par le Canadien-français Pierre Doris Maltais. Maltais a également utilisé de multiples identités, notamment les noms de Norman William, Alpjoine, Piel Maltais, Pierre Doris Maltais, Pierre Pejo Maltais, Maolinn Tiam, Henri Pont, Joseph Maltais, Norman William, Piel Petjo Maltest, Pierre-Doris Maltais, Faucigny-Lucinge Malatesta, Maolinn Tiam Apjoilnosagmaniteogslg, Saumon ressourçant.
Il a également faussement affirmé qu'il était d'origine métisse. Lui et ses partisans se sont ensuite présentés comme étant des Mi'kmaq.

### La tribu
En 1973, Maltais fonde La Tribu, un groupe écologique basé à Paris, où maltais a fondé une coopérative de produits biologiques.

### Ecoovie
Ils ont ensuite changé leur nom en Ecoovie (anglais : vie écologique). Le groupe s'installe à Paris en 1978 et commence à vendre des produits naturels. En 1984, le groupe entreprend une tournée mondiale pour planter des arbres et diffuser sa philosophie. Le groupe de base était principalement composé de Français, de Canadiens français et de Belges. Les membres de la communauté se sont identifiés aux peuples et aux coutumes amérindiens, s'habillant avec des costumes traditionnels et prenant des noms inspirés des autochtones.
À son apogée, Ecoovie compte environ 500 membres dans toute l'Europe, vivant un style de vie soi-disant primitif. Ils rejettent généralement les régimes alimentaires modernes, les soins médicaux et l’utilisation d’outils.

### Iriadamant
Le groupe prend plus tard le nom d'Iriadamant, dérivé de l'expression « peintres de style de vie ».

## Mise en place du camp
Le groupe est arrivé en Finlande via la Suède après avoir marché depuis l'Italie en 1991. Ils ont été invités en Finlande par l'architecte Ilpo Okkonen (fi) et Erkki Pulliainen, professeur de zoologie à l'Université d'Oulu et député de la Ligue verte. Conformément à l'accord avec Pulliainen, le groupe est venu en Finlande pour mettre en œuvre le projet interdisciplinaire ESSOC (« Sylvilisation écologique et survie à l'aide de cultures originales ») en coopération avec l'Université d'Helsinki. Sur cette base, ils ont obtenu un permis de séjour jusqu'à fin juillet 1992. Il a été rapporté que le groupe comprenait initialement environ 140 personnes,,.
Le groupe Iriadamant a déclaré que son objectif était d'étudier scientifiquement l'adaptation des humains à la nature à travers le mode de vie des peuples autochtones. Ils s'opposaient au mode de vie occidental et, en revanche, pratiquaient la sylvilisation et les rituels religieux. Ils cherchèrent également à étudier la vie organique dans l’Arctique. Les expériences proposées devaient durer sept ans, date à laquelle ils espéraient être autosuffisants.
Certains pensaient que la communauté était une véritable tribu d’Amérindiens et a suscité la curiosité et la positivité du public. Leur premier camp était près d'Oulu. Même si l'objectif initial était d'arriver dans le sud de la Finlande, ils ont conclu un accord avec une entreprise touristique de Kittilä. Ils ont accepté de servir d'attraction touristique en échange de terres et de provisions. Le groupe était installé à Lainio, un petit village touristique près de Neitokainen. Cependant, au bout d’un an, le camp fut fermé aux étrangers.
À Lainio, les Iriadamant construisent des abris permanents recouverts de gazon appelés « gwams ». La colonie est divisée en sous-camps pour hommes, femmes et enfants, entourés d'un forum central et d'un marché

## Mode de vie et problèmes
Les Iriadamant pratiquent des croyances religieuses animistes. Des rituels et des routines quotidiennes étaient planifiés autour des cycles planétaires et des saisons. Quatre « gardiens des éléments » étaient élus chaque trimestre pour déléguer des tâches aux membres de la tribu. La communauté vivait selon un régime végétalien et cherchait à rassembler une grande partie de sa nourriture. Le groupe a animé des ateliers sur la vie durable dans les municipalités voisines dans le cadre de son programme « Université de la vie ».
Les Iriadamant n’ont pas réussi à parvenir à l’autosuffisance. Le camp dépendait des dons de nourriture des agriculteurs locaux et des membres de leur organisation de soutien. Les pommes de terre étaient illégalement importées de Sollefteå car ils ne pouvaient pas cultiver les leurs. Quatre camions de bois de chauffage étaient livrés chaque jour. Malgré ce soutien extérieur, les conditions du camp étaient inadéquates. L’hygiène et la santé dentaire posaient notamment problèmes.
Le groupe prétendait également vivre de manière plus organique qu’il ne le faisait réellement, utilisant secrètement des fournitures et des outils modernes. La vaisselle conçue pour ressembler à de l'écorce et du tissu était en réalité du plastique et du verre. Les vêtements donnés ont été jetés ou utilisés comme isolant du bâtiment. Il a été constaté qu’ils utilisaient des scies modernes pour abattre les arbres. Après l’abandon du camp, il restait une grande quantité de déchets plastiques.
En août 1992, un garçon de trois ans est décédé dans le camp des suites d'une bronchite et d'une duodénite. L'un des membres du groupe, Ilpo Okkonen, a affirmé que le garçon aurait pu avoir été agressé sexuellement par Maltais avant sa mort. Selon Okkonen, l'enfant et Maltais se sont retirés en privé dans le gwam de Maltais après une cérémonie organisée à l'occasion de l'anniversaire du garçon. Le cri de l'enfant a ensuite été entendu du gwam. Après l’incident, le garçon est devenu frénétique et renfermé.

## Impact et traitement médiatique
Selon l'historien Maarit Niiniluoto (fi), la presse couvrant l'Iriadamant était nettement divisée en deux tendances. De nombreux hebdomadaires ont présenté le groupe et son idéologie sur un ton positif après son arrivée en Finlande. À l’inverse, quelques journaux et Vihreä Lanka, un magazine affilié à la Ligue verte, ont commencé à écrire des articles négatifs sur le groupe.
Le camp vit complètement isolé et ses habitants ont des ennuis avec la population et les autorités locales. Le groupe est accusé, entre autres, de maltraiter des enfants et de maintenir des personnes dans le camp contre leur gré. Le chef du groupe, Maltais, était lié au commerce international de la drogue, des armes et au terrorisme. Les accusations étaient basées sur le livre Le mic-mac des services secrets : dossier Ecoovie, publié en 1990, et sur des entretiens avec Elisabeth Rydell-Janson, ancienne secrétaire internationale des Verts suédois Les médias ont qualifié les conditions de vie dans le camp de Kittilä de misérables et ont rapporté que les habitants souffraient de la faim et du froid
Selon Matti Sarmela (fi), professeur d'anthropologie à l'Université d'Helsinki, il s'agissait de diffamation et de délégitimation. Selon Niiniluoto, il est révélateur que les auteurs des articles les plus négatifs n'aient jamais visité le camp de Kittilä et n'aient aucun intérêt à connaître les messages et la vie du groupe

## Expulsion et dissolution
Erkki Pulliainen s'est retiré du projet après avoir soupçonné une arnaque et a cessé de financer leurs recherches. Pulliainen a décrit plus tard le chef du groupe, Maltais, comme charismatique, socialement doué et un excellent manipulateur. Après que Pulliainen ait retiré son soutien, l'Office finlandais de l'immigration n'a pas voulu prolonger le permis de séjour du groupe. Antti Seppälä (fi) a fait appel de la décision, puis le commissaire aux étrangers.
Fin mars 1993, la députée Tina Mäkelä (fi) du Parti rural finlandais a soumis une question écrite au parlement sur la résidence des Iriadamant en Finlande. Mäkelä s'est enquis de l'interdiction des futures « études de style de vie » et a demandé si le gouvernement allait indemniser les parties intéressées pour les coûts occasionnés par le groupe. Elle a estimé le préjudice financier à plus d'un million de marks. Le ministre de l'Intérieur, Mauri Pekkarinen, a déclaré dans sa réponse qu'il n'y avait rien qui suggère un crime dans les activités du groupe et que l'enquête n'avait pas donné lieu à de nouvelles mesures à cet égard. Pekkarinen a déclaré que le traitement des dépenses que le groupe pourrait occasionner aux particuliers ou aux entreprises ne faisait pas partie des tâches des pouvoirs publics
À l'été 1993, le groupe a lancé une « Walking Speech » à travers la Finlande. Les Iriadamant ont diffusé leur philosophie et recueilli des signatures pour une pétition montrant leur soutien au mouvement. Au total, 7 000 signatures ont été recueillies et la pétition a été envoyée au président Mauno Koivisto
Le groupe a finalement été expulsé sur décision du ministère de l’Intérieur, justifiée par l’expiration du permis de séjour temporaire Les Iriadamant n'ont par la suite pas été autorisés à accéder au camp de Lainio En août 1993, plus de deux camions remplis d'ordures ont été évacués du camp par des bénévoles La Cour administrative suprême a rejeté le recours du groupe contre la décision d'expulsion fin septembre 1993
Les membres du groupe, au nombre de 56 lors de la phase finale, avaient annoncé qu'ils quitteraient le pays depuis l'aéroport d'Helsinki-Vantaa le 3 novembre 1993. Cependant, ils ne sont pas apparus. En réalité, un bus rempli d’Iriadamant sans passeport a traversé la frontière vers la Suède et jusqu’aux Pays-Bas. Le groupe est arrivé jusqu'en Italie avant de décider de se dissoudre.
En 1993, un tribunal belge a accusé Maltais, entre autres, de fraude et de détournement de fonds. Il a échappé aux poursuites. Il a ensuite déménagé au Nicaragua, où il serait décédé en 2015. Ecoovie est apparu sur la liste des sectes françaises du Rapport Gest-Guyard en 1995,.

## Ouvrages
- Ecoovie, le mic-mac des services secrets, Philippe Brewaeys, Jean-Frédérick Deliège, EPO, 1990
- Vingt ans de lutte contre les sectes, de Janine Tavernier (ancienne présidente de l'UNADFI et dont le mari fut adepte de la secte Ecoovie), Chez Michel Lafon (2003)[5]
- Le diable s'est habillé en indien : sur la piste du gourou de la secte Ecoovie, Dominique Poumeyrol,  (ISBN 978-2-37916-813-0), éditions maïa, 2021[18]

## Films documentaires
- L'affaire Norman William, de Jacques Godbout (1994, Canada, Québec) un documentaire jugé trop complaisant vis à vis du gourou lors de sa projection en France[5],[19]
- En 2017, Yle a diffusé une émission de radio sur le mouvement Ecoovie intitulée Intiaanit tullee ! avec Ilpo Okkonen. La série documentaire Gaialand sortie en 2022 utilise des images prises par Okkonen[20],[5]
- Le pervers aux cent visages, L'affaire Ecoovie, dans la série Devoir d'enquête, de Karl Zéro, diffusé sur la chaîne 13e Rue en 2009
- Gaïaland, La tribu et le gourou, une mini-série de Yvonne Debeaumarché et Hannu Kontturi en quatre épisodes, 2022, diffusé en 2023 sur Planète+[21] puis Arte[22]'

## Emissions de radio
- Ecoovie ou les micmacs d'un gourou, Affaires sensibles, France Inter, 2024[5]

## Voir également
- Liste des nouveaux mouvements religieux